# Julia de Burgos

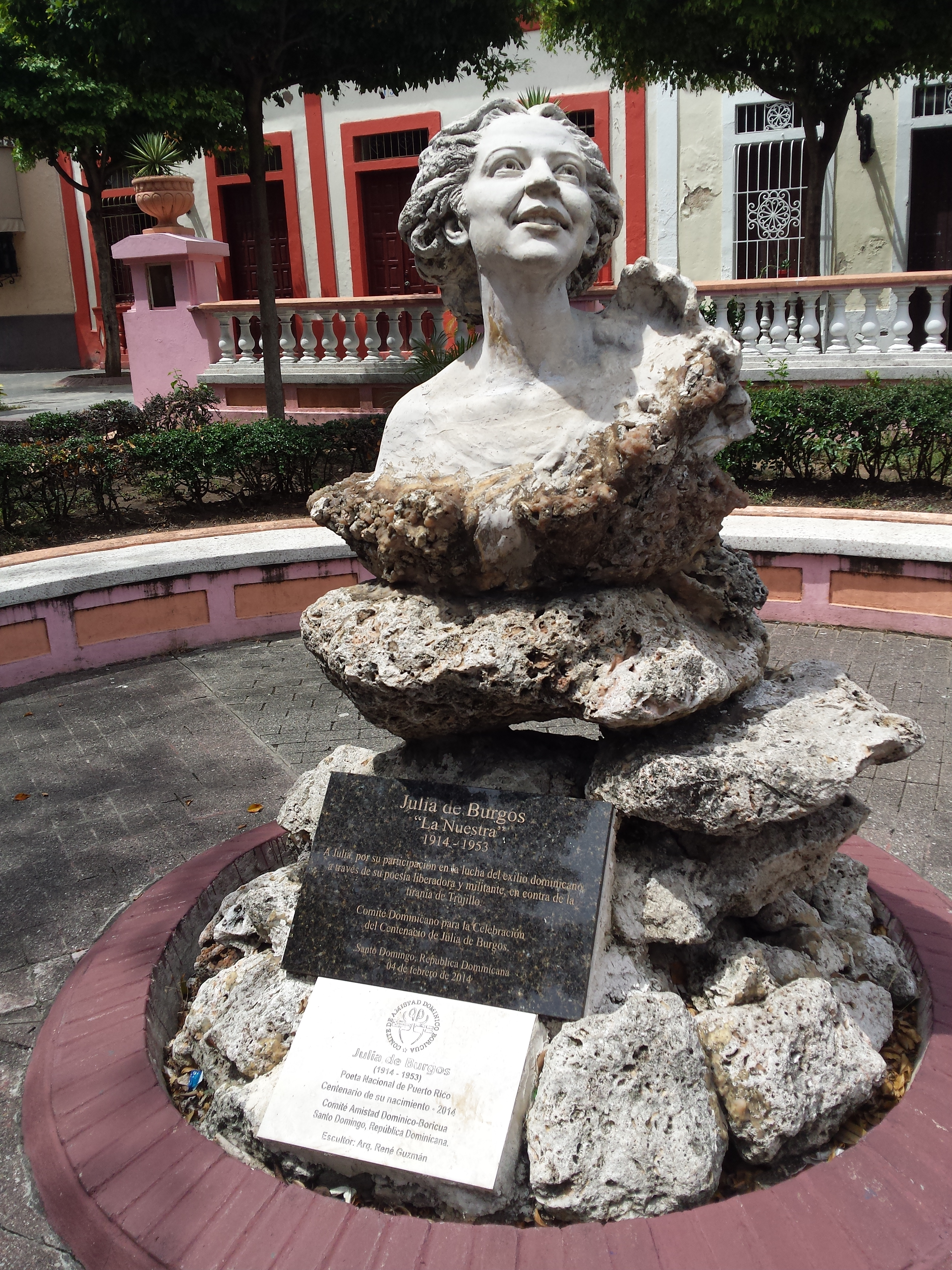

Œuvres principales
Poema en veinte surcos (1938), Canción de la verdad sencilla (1939), El mar y tú (1954)
Compléments
Membre du Parti nationaliste de Porto Rico

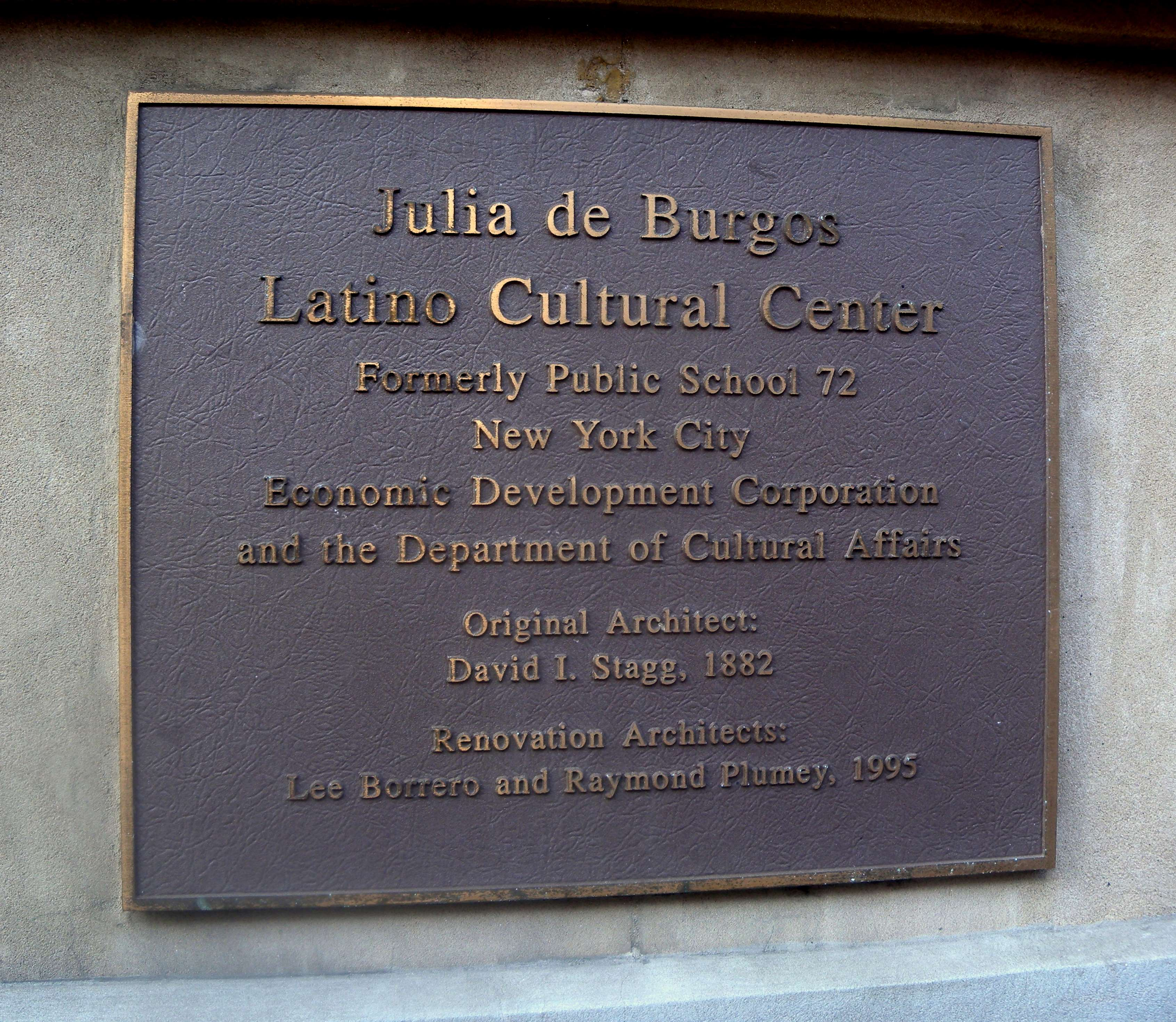
Plaque du Centre des arts culturels Julia De Burgos sur la 106e avenue à New York.

Julia de Burgos (17 février 1914 à Carolina (Porto Rico) – 6 juillet 1953 à Harlem) est une poétesse et militante portoricaine. Elle fut également une partisane de l'indépendance de Porto Rico et une ardente défenseuse des droits civiques envers les femmes et communautés afro-caribéennes.

## Premières années
Julia Constanza Burgos García est la fille de Francisco Burgos Hans et de son épouse, Paula García de Burgos. Elle grandit près de la ville de Carolina, où son père travaille pour la garde nationale et cultive leur terre. Plus tard, la famille s'installe dans le quartier de Santa Cruz. Elle est la plus âgée de treize enfants, six de ses plus jeunes frères et sœurs sont décédés prématurément de malnutrition. 
Après avoir obtenu son diplôme de l'école primaire Muñoz Rivera en 1928, elle déménage avec sa famille à Rio Piedras où elle obtient une bourse pour fréquenter l'Université de Porto Rico. En 1931, admise sur le campus Rio Piedras, elle se destine à devenir enseignante. En 1933, elle commence sa carrière à l'école primaire Feijoo dans le quartier Cedro Arriba Barrio, pour la municipalité de Naranjito à Porto Rico. Parallèlement à ses cours, elle travaille comme auteure pour un programme destiné aux enfants sur la radio publique, mais elle est rapidement renvoyée compte tenu de ses convictions politiques.  
En 1934, elle épouse Ruben Rodrigues Beauchamp et met un terme à sa carrière d'enseignante. En 1936, elle devient membre du Parti nationaliste de Porto Rico, dirigé par Pedro Albizu Campos et est élue secrétaire générale des Filles de la liberté. Elle divorce de son mari en 1937. 

## Littérature
Au début des années 1930, Julia de Burgos était déjà une auteure publiée dans des journaux locaux. Elle achève son premier recueil de poèmes intitulé Poemas exactas a mi misma (Poems to Myself) en 1935, mais refuse sa publication trouvant sa prose trop juvénile. Un seul texte est conservé, Río Grande de Loíza, l'un de poèmes les plus connus de l'auteure. Elle y décrit le paysage de son île natale tout en rappelant l'héritage de conquête et d'esclavage qui marque le pays. Río Grande de Loíza est publié en 1938 dans un second ouvrage Poema en veinte surcos (Poem in twenty srows). Le recueil explore également les thèmes de la justice sociale et des droits des femmes, définissant ainsi l'engagement poétique de Julia de Burgos comme féministe, anti-impérialiste et anticolonial. 
En 1939, Canción de la verdad sencilla remporte le Prix littéraire de l'Ateneo Puertorriqueño, décerné par la principale institution culturelle de Porto Rico à l'époque.Pour ses deux premiers ouvrages, elle voyage autour de l'île afin de donner des lectures publiques de ses poèmes. 
En 1946, elle obtient une reconnaissance de L'Institut de littérature portoricaine pour son essai Ser o no ser es la divisa, dans lequel elle préconise l'indépendance de Porto Rico. Son dernier recueil de poésie, El mar y tú (The Sea and You) contient des poèmes écrits à Cuba et à New York. Ils seront publiés après son décès en 1954.

## Activisme social
En tant que militante pour l'indépendance de Porto Rico, Julia de Burgos été secrétaire générale des Filles de la liberté, la branche féminine du Parti nationaliste de Porto Rico. Elle est également engagée dans la défense des droits civiques pour les femmes et les auteures africaines et afro-caribéennes.

## Dernières années
Julia de Burgos rencontre le médecin dominicain Juan Isidro Jimenes Grullón et emménage avec lui à Cuba en 1939. Le couple fréquente un temps l'Université de La Havane. Plus tard, elle multiplie les aller-retour avec la ville de New York, où elle travaille comme journaliste pour le titre de presse progressiste Pueblos Hispanos. En 1943, elle épouse Armando Marín, un musicien de Vieques. Leur mariage prend fin en 1947, démarre alors une période pendant laquelle la poétesse côtoie la dépression et l'alcoolisme. Une mélancolie profonde décrite lors de son hospitalisation en février 1953, dans l'un de ses derniers poèmes Farewell in Welfare Island. Il s'agit de son seul texte rédigé en anglais. 
Le 28 juin 1953, elle quitte le domicile de ses parents à Brooklyn, et disparaît sans laisser la moindre information quant à ses intentions. Julia de Burgos est retrouvée inanimée sur un trottoir de Manhattan et décède le 6 juillet 1953, des suites d'une pneumonie à l'hôpital d'Harlem. Sans papiers d'identité sur elle, elle est enterrée  anonymement dans un champ de potier sur l'île Hart, avant que sa famille ne rapatrie son corps un mois plus tard.
Une cérémonie est organisée le 6 septembre 1953 à l'Athénée de Porto Rico. La poétesse est inhumée au cimetière municipal de Carolina, où monument hommage a ensuite été érigée.

## Héritage
Les œuvres lyriques de la poétesse sont une combinaison de l'intime, d'un attachement à la nature ainsi que de références aux luttes sociales des opprimés. Des critiques affirment que sa poésie prévoyait le travail des écrivains et poètes féministes ainsi que celui d'autres auteurs hispaniques. Lauréate de nombreuses récompenses tout au long de sa vie, elle est également adoubée par le poète Pablo Neruda, qu'elle rencontre à Cuba. 
Sa politique féministe et ses idées afro-caribéennes sont reprises par de nombreux artistes et écrivains latins basés aux États-Unis tels Mariposa, Rosario Ferré, Andrea Arroyo ou Yasmin Hernandez. Pour la poétesse Sandra María Esteves, son parcours est significatif de celui de nombreux migrants et de femmes venues chercher un avenir meilleur à New York, avant d'être confronté à une réalité différente. 

## Hommages
En 1986, le département espagnol de l'Université de Puerto Rico, lui décerne à titre posthume, un doctorat en lettres.  
Le 14 septembre 2010, lors d'une cérémonie tenue à San Juan, le service postal des États-Unis rend hommage au travail littéraire de l'auteure avec l'émission d'un timbre postal à son effigie. Le portrait a été réalisé par l'artiste canadienne Jody Hewgill. 
En 2011, elle est intronisée au New York Writers Hall of Fame. La ville abrite également le Centre des arts culturels Julia De Burgos sur l'avenue Lexington, fondé en 1989 par Daisy Rivera. L'un des objectifs de l'établissement vise à la promotion de la culture hispanique. Depuis 1977, le Centre Culturel Latino de l'Université de Yale  est baptisé en son honneur La Casa Cultural Julia de Burgos. D'autres lieux ont hérité de ce patronyme comme l'établissement scolaire Julia de Burgos Magnet Middle School à Philadelphie, le parc Julia de Burgo à Chigago ou la Casa Protegida Julia de Burgos, refuge contre les violences domestiques à San Juan,. 
À Porto Rico, son nom est mentionné sur une plaque dédiée aux participants de la révolte nationaliste Jayuya Uprising à Mayagüez en 1950. Le monument rend hommage aux femmes du Parti nationaliste de Porto Rico. 
En 2002, la réalisatrice Ivonne Belén, fige la vie et le parcours de Julia de Burgos dans le documentaire Julia, Toda en mi ... (Julia, All in me ...). Un premier biopic Vida y poesía de Julia de Burgos avait été réalisé en 1978 par le cinéaste portoricain José García. 
Le sculpteur portoricain Tomás Batista a sculpté un buste de Julia dans le parc Julia de Burgos à Carolina. La poétesse portoricaine Giannina Braschi, née l'année de la mort de Julia de Burgos, rend hommage à sa poésie dans une scène du roman Yo-Yo Boing! publié en 1998. Quant au musicien et compositeur américain Leonard Bernstein, il consacre le troisième mouvement de Songfest, un cycle de poèmes américains pour six chanteurs et orchestres, aux poèmes de Julia de Burgos. 

## Œuvres
- El mar y tú, Ediciones Huracán, 1981,  (ISBN 0-940238-46-2)
- Canción de la verdad sencilla, Ediciones Huracán, 1982,  (ISBN 0-940238-66-7)
- Poema en veinte surcos, Ediciones Huracán, 1983, (ISBN 0-940238-23-3)
- Yo misma fui mi ruta, Ediciones Huracán, 1986, (ISBN 0-940238-30-6)
- Julia de Burgos : amor y soledad, Ediciones Torremozas, 1994, (ISBN 0-940238-30-6)